# Landsverk
A Landsverk Feröer állami közlekedési infrastruktúra fejlesztő társasága. Felügyeletét a feröeri gazdasági minisztérium látja el. Az ország egyik legnagyobb foglalkoztatója.

## Története
A társaságot 1948-ban alapították Landsverkfrøðingurin néven. Építéstechnikai feladatokat látott el a feröeri kormány és a községek számára. 1975 óta tagja a skandináv úttechnikai szövetségnek. Jelenlegi nevét 2004 óta viseli.

## Tevékenysége
A Landsverknek országszerte négy műhelye, egy kőzúzalék- és aszfaltüzeme, négy kőzúzaléküzeme, valamint egy aszfalttárolója van. Mind aszfaltot, mind kőzúzalékot előállít és értékesít. Feladatai közé tartozik az utak, kikötők, helikopterleszállók és a repülőtér építése, fenntartása. Törvényi felhatalmazás alapján felügyeli a Vágatunnilin és a Norðoyatunnilin építésére és üzemeltetésére létrehozott állami részvénytársaságokat.

### Külső hivatkozások
- Hivatalos honlap (feröeri)